# Décennie 1760 en arts plastiques
Chronologie des arts plastiques
Années 1750 - Années 1760 - Années 1770
Cet article concerne les années 1760 en arts plastiques.

## Événements
- 1760-1763 : le peintre américain Benjamin West travaille à Rome[1].
- 1761 : Giovanni Battista Piranesi publie La magnificence de l'architecture romaine[2].
- 1761-1769 : le peintre allemand Anton Raphael Mengs réside à Madrid où il peint des fresques pour le Palais royal,  l’Aurore, l’Apothéose d’Hercule et l’Apothéose de Trajan[3].

- 4 juin 1762 :  arrivée du peintre baroque italien Giambattista Tiepolo (1696-1770) à Madrid en compagnie de ses deux fils Domenico et Lorenzo . Il est chargé de la décoration peinte de la Résidence royale[4].
- Novembre 1764 : réorganisation de l’Académie russe des beaux-arts sous la présidence de Betskoï[5].
- 1764 : le peintre classique Anton Raphael Mengs est nommé directeur de l’Académie de San Fernando (Espagne)[6].

- 10 septembre 1766 : ouverture à Paris d'une école gratuite de dessin, à l'origine de l'École nationale supérieure des arts décoratifs par Jean-Jacques Bachelier[7].
- 5 décembre 1766 : fondation de Christie's, à Londres[8].
- 10 décembre 1768 : fondation de la Royal Academy de Londres. Le peintre britannique Joshua Reynolds en devient le premier président[9].
- 1768 : Catherine II de Russie achète pour 180 000 roubles, à Dresde, la collection de tableaux du comte Brühl[10].

## Réalisations
- 1758-1775 : l’Écossais Gavin Hamilton réalise à Rome six tableaux inspirés par l’Iliade d’Homère ;  Andromaque pleure la mort d'Hector (1759), Achille pleurant la mort de Patrocle (1760), Achille exprime sa colère contre Hector (1762), La colère d'Achille pour la perte de Briséis (1765), Priam supplie Achille de lui rendre le corps d'Hector (1771), Les Adieux d'Hector à Andromaque (1775)[11].
- 1761 :
  - fresque du Parnasse de la villa Albani à Rome, d'Anton Raphael Mengs[2].
  - L'Accordée de village, toile de Jean-Baptiste Greuze[12].
  - Pygmalion au pied de sa statue qui s'anime ou Pygmalion et Galatée, sculpture en marbre de Falconet, présentée au Salon de 1763[13].
- 1761-1765 : Le Jeu de la palette et La Bascule, toiles de Jean-Honoré Fragonard[14].

- 1766-1770 : Francesco Guardi réalise une série de douze toiles sur les solennités de 1763 pour l'élection du doge Alvise IV Mocenigo ; Le Doge sur la place Saint-Marc, le Couronnement du doge, etc.[15]

- 1767 : 
  - le peintre français Jean-Honoré Fragonard peint « Les hasards heureux de l'escarpolette » (la balançoire)[16].
  - La Pêche à la ligne, toile de François Boucher[16].
  - Portrait de Diderot de Louis-Michel Van Loo[17].
  - L’Écorché, sculpture en plâtre de Houdon[18].
- 1768 : 
  - L'Expérience avec l'oiseau dans la pompe à air, toile de Joseph Wright of Derby[19].
  - Le Cavalier de bronze, statue équestre de Pierre le Grand de Falconet à Saint-Pétersbourg, achevée en 1777 et inaugurée en 1782[20].
- 1769 : Septime Sévère faisant des reproches à Caracalla, toile de Jean-Baptiste Greuze.
- Vers 1769 : La Liseuse, toile de Fragonard[21].

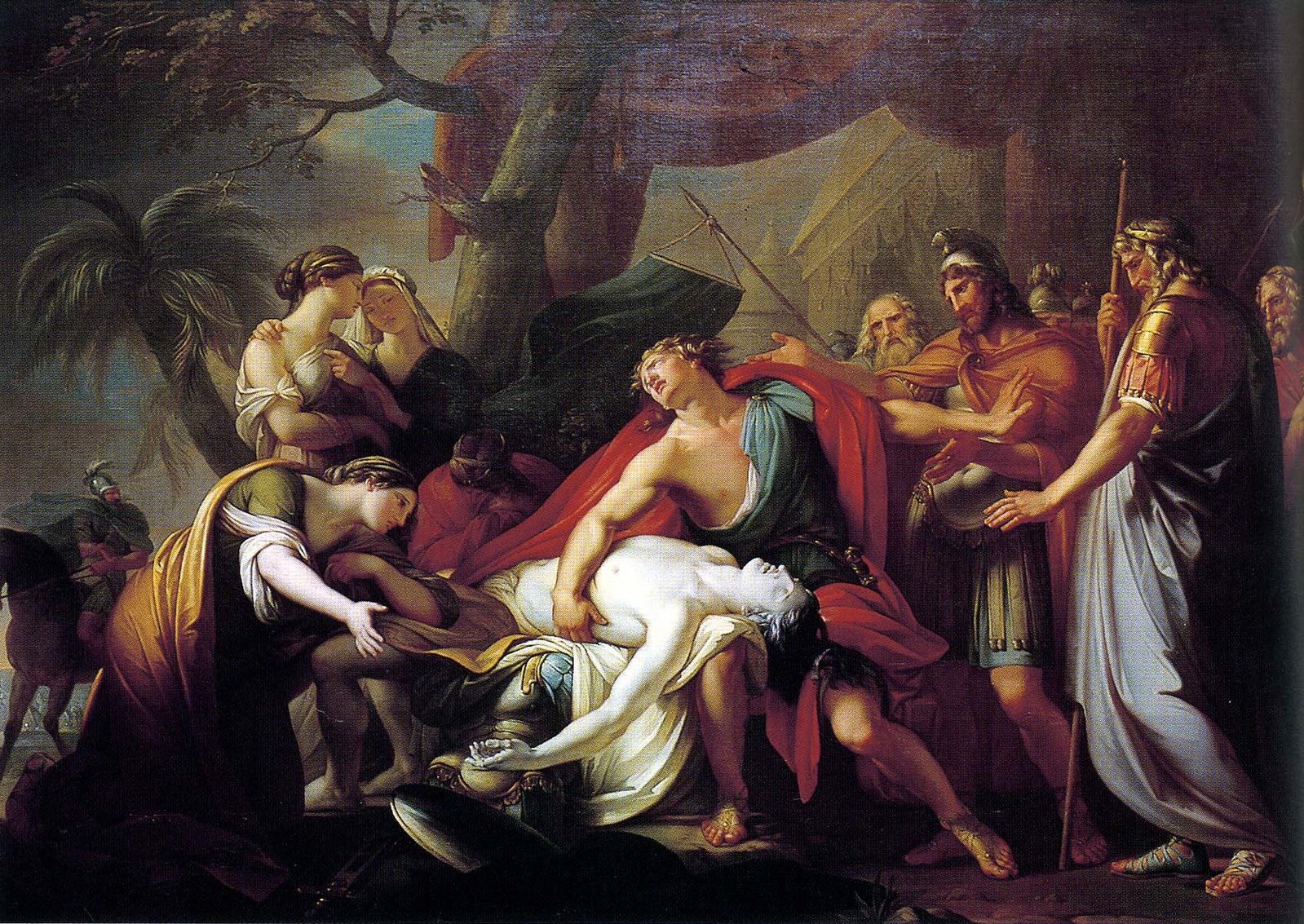
Achille se lamentant sur le corps de Patrocle, Gavin Hamilton.
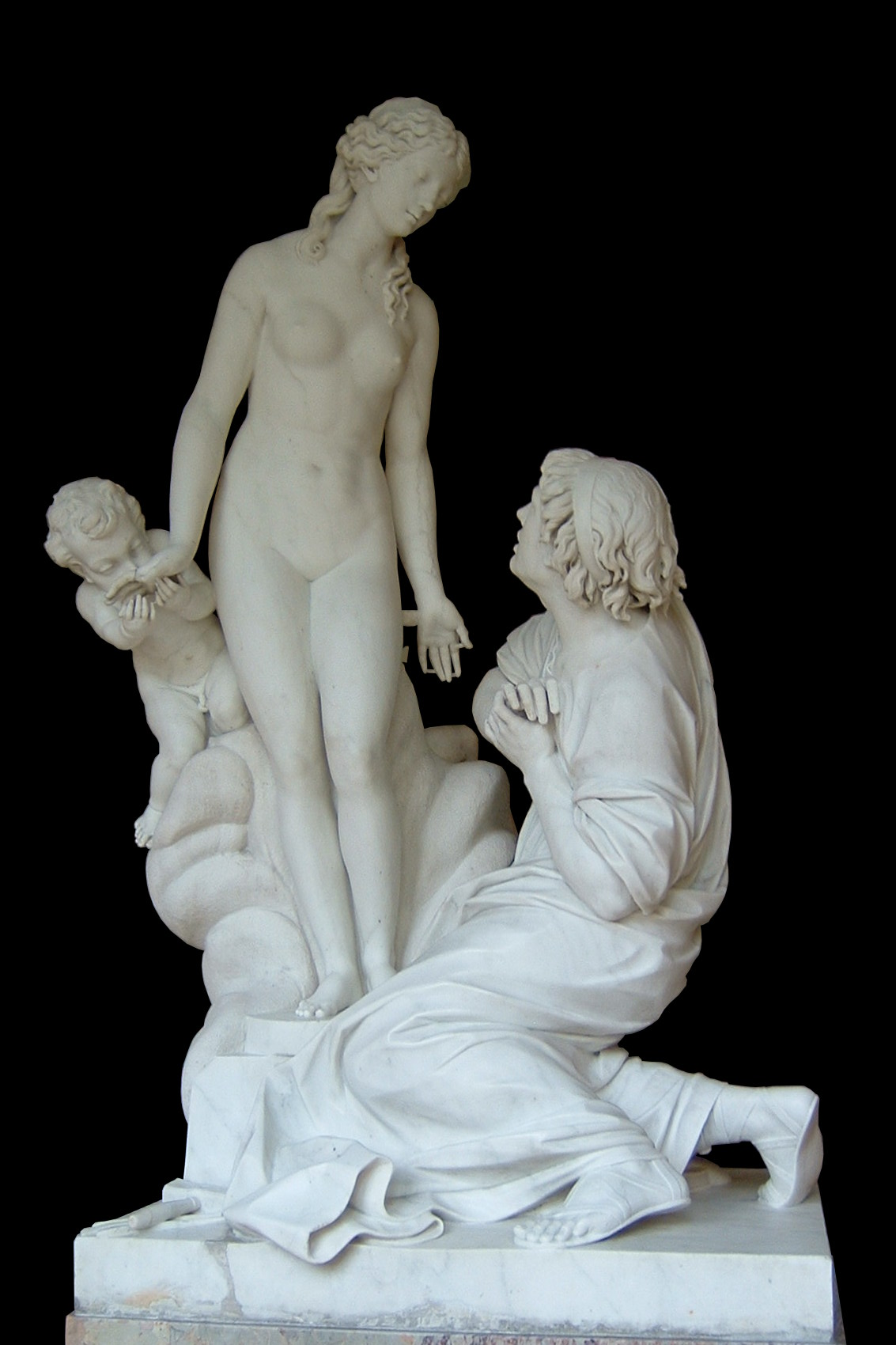
Pygmalion et Galatée, Falconet
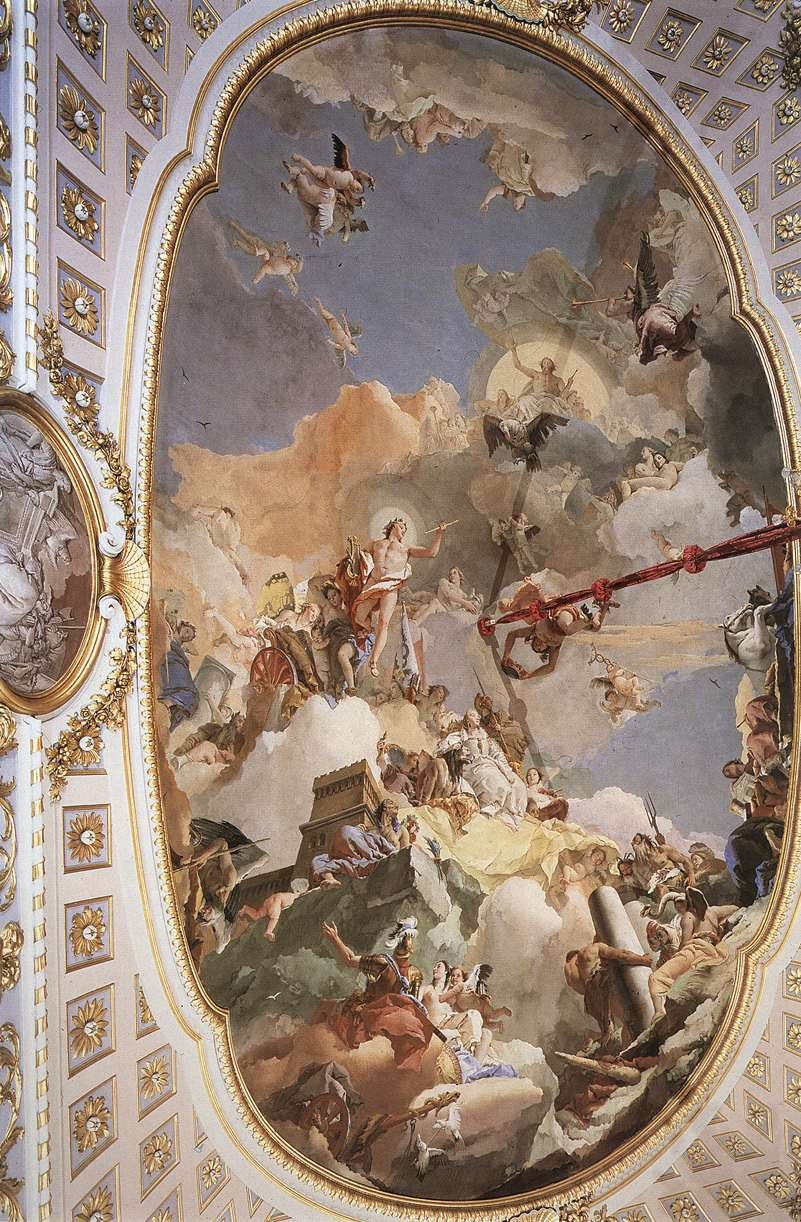
L'Apothéose de la monarchie espagnole, Giambattista Tiepolo, 1762-1766, Palais royal de Madrid
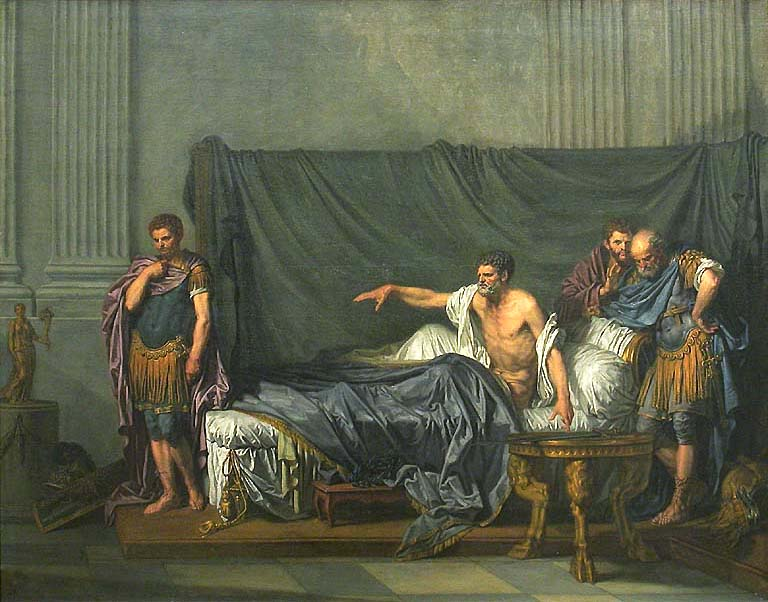
Septime Sévère et Caracalla, Jean-Baptiste Greuze[22].